# (10830) Desforges
(10830) Desforges (1993 UT6) – planetoida z grupy pasa głównego asteroid okrążająca Słońce w ciągu 4,34 lat w średniej odległości 2,66 j.a. Odkryta 20 października 1993 roku.